# 市ヶ谷南海記念診療所
市ヶ谷南海記念診療所（いちがやなんかいきねんしんりょうじょ）は、日本にあるプロレスの試合会場。キーワードは「世界で1番小さいプロレス会場」。

## 歴史

### アイスリボン体制
2006年12月31日、アイスリボンが市ヶ谷キマタビルの1階に「市ヶ谷アイスボックス（いちがやアイスボックス）」の名義で開設。こけら落し「ジュニアオールスターのオマケ」を開催。
他団体ではユニオンプロレスが「市ヶ谷ユニオンボックス（いちがやユニオンボックス）」の名義で使用していた。この場合はアイスリボンの特殊ルールが適用されていた。
リングロープがない替わりに壁が存在するため、これを利用した技も数多く生まれた（例：藤本つかさのビーナスシュート（三角飛び式延髄斬り）、聖菜のスイングDDTなどがある）。
総合格闘技チーム「東京闇愚羅」と共用という形で運営されて興行がない時には同チームの練習場として使用されている。
2009年1月、ネオプラス アイスリボン事業部の事務所をイサミレッスル武闘館に開設したため、1月14日のアイスリボンの興行「アイスリボン37」を最後に使用を終了。

### アイスリボンの撤退後
アイスリボンが撤退後も東京闇愚羅の練習場として現存しているものの、それ以外の目的では極稀にイベントで使用される程度で試合会場としての使用はなかった。
2012年3月24日、マーブル☆プロジェクトが興行を開催。5月6日、アイスリボンが約3年ぶりに興行を開催。

### プロレスリング我闘雲舞体制
6月18日、さくらえみがタイで旗揚げするプロレスリング我闘雲舞のイベントが開催されたのを機に、会場名を市ヶ谷南海記念診療所（いちがやなんかいきねんしんりょうじょ）の名義で我闘雲舞が使用している。
2013年1月、我闘雲舞が使用する際は「市ヶ谷チョコレート広場（いちがやチョコレートひろば）」の名義で使用している。3月6日、ガンバレ☆プロレスがプレ旗揚げ戦を開催。
2014年1月5日、ドラゴンソルジャーLAWが主宰する「（め）組」が興行を開催。6月21日、シアタープロレス花鳥風月が興行を開催。
2016年、共同で使用していた東京闇愚羅の撤退により、我闘雲舞が単独で運営している。